# Dystheatias carpa
Dystheatias carpa är en insektsart som beskrevs av Ronald Gordon Fennah 1970. Dystheatias carpa ingår i släktet Dystheatias och familjen kilstritar. Inga underarter finns listade i Catalogue of Life.